# 곰 세 마리
곰 세 마리는 작사·작곡 미상의 한국 동요이다. 가사는 다음과 같다.
곰세마리가 한집에있어
아빠곰 엄마곰 애기곰
아빠곰은 뚱뚱해
엄마곰은 날씬해
애기곰은 너무귀여워
으쓱으쓱 잘한다

실제 곰은 가사 내용과는 달리 가족 단위의 집단 생활을 하지 않는 것으로 알려져 있다.